# الیزابت بیسل
الیزابت بیسل (به انگلیسی: Elizabeth Beisel) (زادهٔ ۱۸ اوت ۱۹۹۲) شناگر اهل ایالات متحده آمریکا است.